# Lagidacris straminicola
Lagidacris straminicola är en insektsart som beskrevs av Christiane Amédégnato och Marius Descamps 1979. Lagidacris straminicola ingår i släktet Lagidacris och familjen gräshoppor. Inga underarter finns listade i Catalogue of Life.